# Edmund Waleriańczyk

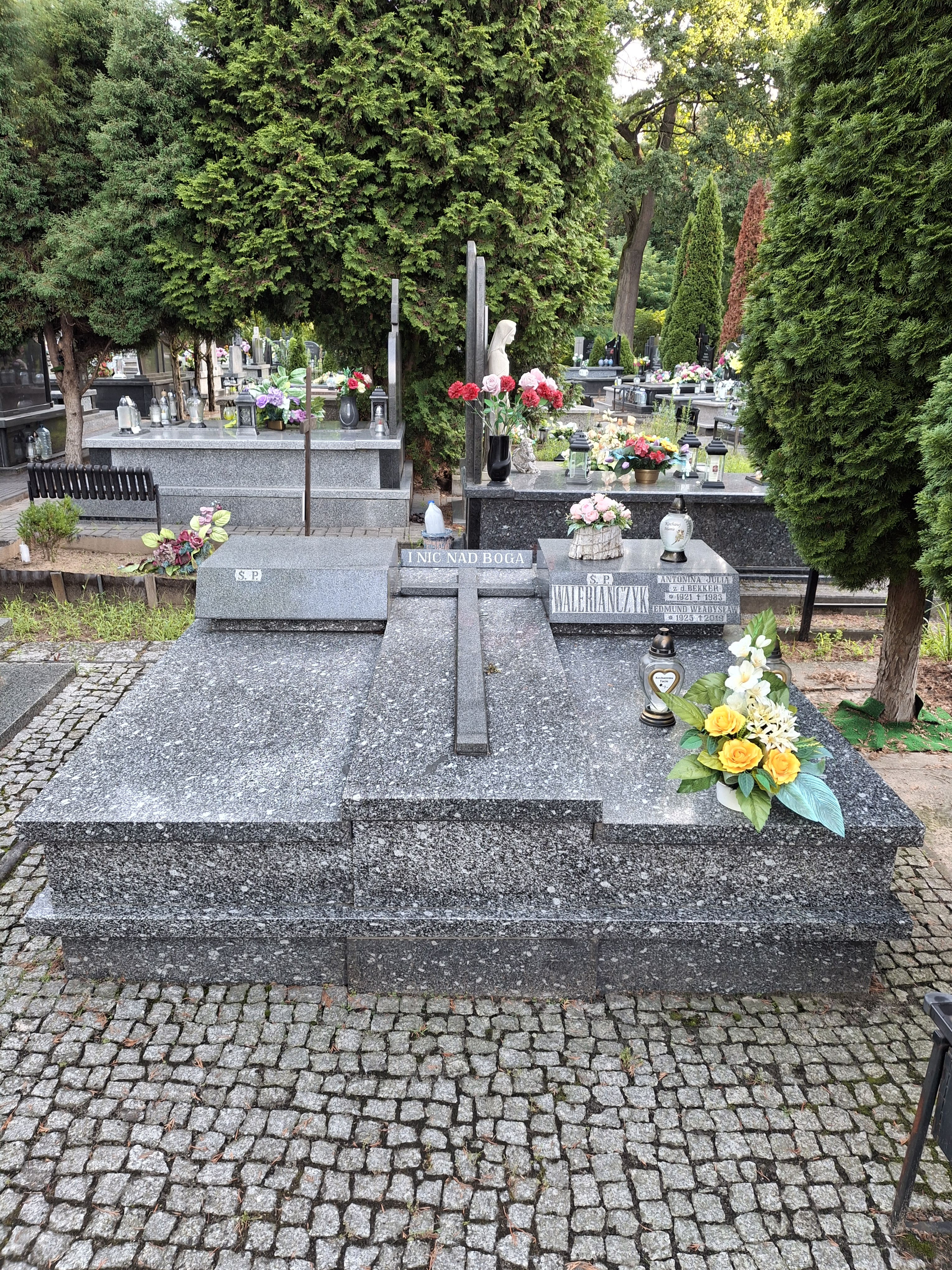
Grób Edmunda Waleriańczyka na cmentarzu parafialnym w Lesznie

Edmund Władysław Waleriańczyk (ur. 26 września 1925 w Kawnicach, zm. 2019) – polski chemik, inżynier technologii żywności, docent doktor nauk technicznych, specjalista w zakresie cukrownictwa, regionalista.

## Życiorys
W 1939 ukończył szkołę powszechną. W 1948 zdał egzamin maturalny w Państwowym Liceum Ogólnokształcącym w Koninie. Uczęszczał do Wyższej Szkoły Gospodarstwa Wiejskiego w Łodzi. Po jej zamknięciu przeniósł się na Wydział Chemii Spożywczej Politechniki Łódzkiej, który ukończył w 1952. W latach 1946-1948 należał do Związku Młodzieży Wiejskiej RP „Wici”, a w latach 1948-1953 do Związku Akademickiej Młodzieży Polskiej.
W latach 1951-1958 pracował jako asystent, a następnie starszy asystent w Katedrze Cukrownictwa Politechniki Łódzkiej. W 1958 został zatrudniony w Cukrowni Witaszyce, w której pracował przez następne 10 lat. W 1964 wyjechał na 3-miesięczne stypendium FAO do Włoch, gdzie pracował w Zakładach Montecatini oraz w katedrze prof. Mantovaniego w Ferrarze. Wyjeżdżał również do Iranu w celu wspomożenia tamtejszego przemysłu cukrowniczego. W 1967 obronił pracę doktorską na Politechnice Łódzkiej. Rok później został zatrudniony w Instytucie Przemysłu Cukrowniczego. Pracował tam na stanowisku samodzielnego pracownika naukowego w Zakładzie Technologii Cukru. W 1973 uzyskał nominację na docenta. Od 1978 pracował jako wykładowca na Wydziale Chemii Spożywczej Politechniki Łódzkiej. W 1970 przeprowadził się do Leszna, gdzie zamieszkał w budynku Instytutu Przemysłu Cukrowniczego. Został powołany na stanowisko zastępcy dyrektora ds. naukowo-badawczych, na którym to stanowisku pracował do emerytury w 1995.
W latach 1971-1981 był członkiem Komitetu Technologii i Chemii Żywności Polskiej Akademii Nauk. Był członkiem rad naukowych: Instytutu Przemysłu Cukrowniczego, Instytutu Inżynierii Chemicznej Politechniki Łódzkiej, COBORU oraz członkiem rady naukowej przy Ministrze Rolnictwa i Gospodarki Żywnościowej i Rady Muzeum Narodowego Rolnictwa i Przemysłu Rolno-Spożywczego w Szreniawie. W latach 1970-1990 był członkiem Rady Głównej Federacji Stowarzyszeń Naukowo-Technicznych NOT. W latach 1972-1982 przewodniczył Zarządowi Głównemu Stowarzyszenia Techników Cukrowników. W 1988 został członkiem honorowym STC. Został laureatem Nagrody Ministra Nauki, Szkolnictwa Wyższego i Techniki oraz Nagrody I stopnia Ministerstwa Rolnictwa, Leśnictwa i Gospodarki Żywnościowej. 27 kwietnia 2016 otrzymał tytuł „Honorowego Obywatela Gminy Leszno”. 
Publikował na łamach „Gazety Cukrowniczej”, „Acta Alimentaria Polonica” i „Przemysłu Spożywczego”
Był krewnym prof. Mieczysława Bekkera.
Został pochowany na cmentarzu parafialnym w Lesznie.

## Ordery i odznaczenia[5][4]
- Krzyż Oficerski Orderu Odrodzenia Polski (7 listopada 2005)[9]
- Krzyż Kawalerski Orderu Odrodzenia Polski (1977)
- Złoty Krzyż Zasługi (1972)
- Medal 30-lecia Polski Ludowej (1974)
- Złota Odznaka honorowa „Za Zasługi dla Warszawy”
- Złota i Srebrna Odznaka Honorowa Naczelnej Organizacji Technicznej
- Złota Odznaka „Za zasługi dla rozwoju przemysłu maszynowego”
- Złota Odznaka „Zasłużony Pracownik Przemysłu Spożywczego i Skupu”
- Odznaka „Zasłużony Pracownik Rolnictwa”
- Odznaka Branżowy Mistrz Techniki

## Publikacje (m.in.)

### Naukowe[10]
- Materiał konferencyjny Stowarzyszenie Techników Cukierników - działalność i dorobek 1964-1985 – 1988 (red.)
- Kompendium praktycznego prowadzenia procesu ekstrakcji w aparacie korytowym – 1996
- Metody analityczne kontroli produkcji w cukrowniach – 1997 (red.)
- Źródła strat cukru i możliwości ich zminimalizowania: materiały na konferencję ogólnopolską – 2000 (red.)

### Regionalistyczne[11]
- Jest takie miejsce na ziemi. T. 1. Leszno – 2010
- Jest takie miejsce na ziemi. T. 2. Cukrownia Michałów w Lesznie – 2012
- Jest takie miejsce na ziemi. T. 3. Pokłosie – 2014[12]